# Rus (gmina)
Rus – gmina w Rumunii, w okręgu Sălaj. Obejmuje miejscowości Buzaș, Fântânele-Rus i Rus. W 2011 roku liczyła 1071 mieszkańców.